# Carneades bicincta
Carneades bicincta är en skalbaggsart som beskrevs av Charles Joseph Gahan 1889. Carneades bicincta ingår i släktet Carneades och familjen långhorningar.
Artens utbredningsområde är Guadeloupe. Inga underarter finns listade.